# Holmes och YoYo
Holmes & YoYo (originaltitel: Holmes and YoYo) är en amerikansk komediserie med Richard B. Shull och John Schuck i titelrollerna. Serien hade premiär i USA den 25 september 1976 och svensk TV-premiär i februari 1978.
Polismannen Alexander Holmes får den till synes mänskliga roboten Gregory ”Yoyo” Yoyonovich till ny partner. Yoyo har öppningsbar lucka på magen där hans funktioner kan styras. 
Totalt producerades 13 avsnitt mellan 1976 och 1977. 

## Avsnittsförteckning
1. Holmes and Yoyo   1976-09-25
2. Funny Money   1976-10-02
3. The Dental Dynamiter   1976-10-16
4. The Last Phantom   1976-10-22
5. Yoyo Takes a Bride   1976-10-23
6. The Thornhill Affair   1976-10-30
7. The K-9 Caper   1976-11-13
8. The Hostages   1976-11-20
9. Key Witness   1976-11-27
10. Dead Duck   1976-12-04
11. Connection, Connection II   1976-12-11
12. The Cat Burglar   1977-08-01
13. Bye, Bye Bennie   1977-08-08